# Piacé
Piacé település Franciaországban, Sarthe megyében. Lakosainak száma 373 fő (2022. január 1.). Piacé Vivoin, Chérancé, Juillé, Moitron-sur-Sarthe, Saint-Christophe-du-Jambet és Fresnay-sur-Sarthe községekkel határos.

## Népesség
A település népességének változása:
| Lakosok száma | 363  | 377  | 388  | 383  | 380  | 376  | 373  | 376  | 373  |
|               | 2013 | 2015 | 2016 | 2017 | 2018 | 2019 | 2020 | 2021 | 2022 |